# Divize B 1975/1976
V soubojích 11. ročníku České divize B 1975/76 se utkalo 14 týmů dvoukolovým systémem podzim–jaro. Tento ročník fotbalové soutěže začal v srpnu 1975 a skončil v červnu 1976.

## Nové týmy v sezoně 1975/76
Z 3. ligy – sk. A 1974/75 sestoupilo do Divize B mužstvo ASVS Dukla Praha "B". Z krajských přeborů ročníku 1974/75 postoupila vítězná mužstva TJ CHZ Litvínov ze Severočeského krajského přeboru. Také sem byla přeřazena mužstva TJ Slavia IPS Praha "B" a TJ Slavoj Vyšehrad z Divize C.

## Výsledná tabulka
| Poř. | Tým                           | Z  | V  | R | P  | VG | OG | B  |
| ---- | ----------------------------- | -- | -- | - | -- | -- | -- | -- |
| 1.   | ASVS Dukla Praha "B"          | 26 | 16 | 8 | 2  | 57 | 22 | 40 |
| 2.   | TJ Slavia IPS Praha "B"       | 26 | 15 | 5 | 6  | 43 | 28 | 35 |
| 3.   | SK Rakovník                   | 26 | 11 | 6 | 9  | 35 | 25 | 28 |
| 4.   | TJ CHZ Litvínov               | 26 | 9  | 8 | 9  | 28 | 30 | 26 |
| 5.   | TJ Xaverov Horní Počernice    | 26 | 9  | 7 | 10 | 36 | 29 | 25 |
| 6.   | TJ SONP Kladno "B"            | 26 | 10 | 5 | 11 | 36 | 36 | 25 |
| 7.   | TJ Spartak Roudnice nad Labem | 26 | 10 | 5 | 11 | 38 | 44 | 25 |
| 8.   | TJ Lokomotiva Kladno          | 26 | 8  | 9 | 9  | 25 | 35 | 25 |
| 9.   | TJ Slavoj Vyšehrad            | 26 | 10 | 4 | 12 | 36 | 44 | 24 |
| 10.  | TJ KŽ Králův Dvůr             | 26 | 9  | 6 | 11 | 39 | 45 | 24 |
| 11.  | TJ Modřany                    | 26 | 8  | 8 | 10 | 26 | 37 | 24 |
| 12.  | TJ Slavoj Braník              | 26 | 7  | 8 | 11 | 30 | 37 | 22 |
| 13.  | TJ Dynamo Doksy               | 26 | 8  | 5 | 13 | 28 | 45 | 21 |
| 14.  | ČAFC Praha                    | 26 | 7  | 6 | 13 | 33 | 41 | 20 |

Poznámky:
- Z = Odehrané zápasy; V = Vítězství; R = Remízy; P = Prohry; VG = Vstřelené góly; OG = Obdržené góly; B = Body

|  | Postup do 3. ligy – sk. A 1976/77                |
|  | Sestup do příslušného oblastního přeboru 1976/77 |